# ابو سیاف
ابو سَیّاف (عربی: جماعة أبو سياف؛ ASG)، نام داعش شرق آسیا است که به صورت رسمی توسط داعش با عنوان دولت اسلامی – ولایت شرق آسیا معرفی شده است. این گروه، یک گروه جهادی ستیزه‌جو و دزدان دریایی است که از ایدئولوژی وهابیت اسلام سنی پیروی می‌کند که در جزایر جولو و باسیلان و در جنوب غربی فیلیپین مستقر است، جایی که برای بیش از چهار دهه، گروه‌های مورویی در آن درگیر یک شورش هستند که به دنبال مستقل کردن استان مورو است. این گروه نیز، خشن تلقی می‌شود و مسئول بدترین حمله تروریستی فیلیپین، بمب‌گذاری ام‌وی سوپرفری ۱۴ در سال ۲۰۰۴ بود که منجر به کشته شدن ۱۱۶ نفر شد. نام این گروه از زبان عربی گرفته شده‌است؛ ابو (عربی: أبو؛ پدر) و سیاف (عربی: سيّاف؛ شمشیرساز). تا تاریخ آوریل ۲۰۲۳، تخمین زده می‌شود که این گروه حدود ۲۰ عضو داشته باشد، که از ۱۲۵۰ نفر در سال ۲۰۰۰، به این مقدار کاهش یافته‌است. آن‌ها بیشتر از بمب کنارجاده‌ای، خمپاره‌ها و تفنگ‌های خودکار استفاده می‌کنند.